# Акатьєв Олексій Миколайович
Акатьєв Олексій Миколайович (7 серпня 1974) — російський плавець.
Учасник Олімпійських Ігор 1996 року.
Чемпіон світу з водних видів спорту 1998 року, призер 1994, 2000 років.
Чемпіон Європи з водних видів спорту 1995, 1997, 1999 років.